# Hội Tuyển Khoáng Việt Nam
Hội Tuyển Khoáng Việt Nam là tổ chức xã hội - nghề nghiệp của những người làm việc trong lĩnh vực liên quan đến tuyển và chế biến khoáng sản tại Việt Nam. Hội có tên giao dịch tiếng Anh là Vietnam Association of Mineral Processing, viết tắt là VAMPRO.
Hội là tổ chức thành viên của Tổng hội Địa chất Việt Nam.
Điều lệ Hội được Bộ Nội vụ Việt Nam phê duyệt tại Quyết định số 94/2005/QĐ-BNV ngày 05 tháng 09 năm 2005.
Văn phòng Hội từ tháng 02/2014 đặt tại địa chỉ Tầng 2, Nhà Công nghệ 7 tầng, 79 An Trạch, quận Đống Đa, Hà Nội.
Thông tin về Đại hội lần thứ III Hội Tuyển khoáng Việt Nam ngày 1/08/2015, đăng trên báo Đại Đoàn kết Online, nêu Hội được thành lập năm 1990.